# Apóstolos Papastamos
Apóstolos Papastamos (en griego: Απόστολος Παπαστάμος; La Canea, 20 de marzo de 2001) es un deportista griego que compite en natación.
Ganó una medalla de oro en el Campeonato Europeo de Natación de 2024 y una medalla de bronce en el Campeonato Europeo de Natación en Piscina Corta de 2023, ambas en la prueba de 400 m estilos.

## Palmarés internacional
| Campeonato Europeo                  | Campeonato Europeo | Campeonato Europeo | Campeonato Europeo |
| Año                                 | Lugar              | Medalla            | Prueba             |
| ----------------------------------- | ------------------ | ------------------ | ------------------ |
| 2024                                | Belgrado (Serbia)  | Medalla de oro     | 400 m estilos      |
| Campeonato Europeo en Piscina Corta |                    |                    |                    |
| Año                                 | Lugar              | Medalla            | Prueba             |
| 2023                                | Otopeni (Rumania)  | Medalla de bronce  | 400 m estilos      |